# Serie B 2022–23

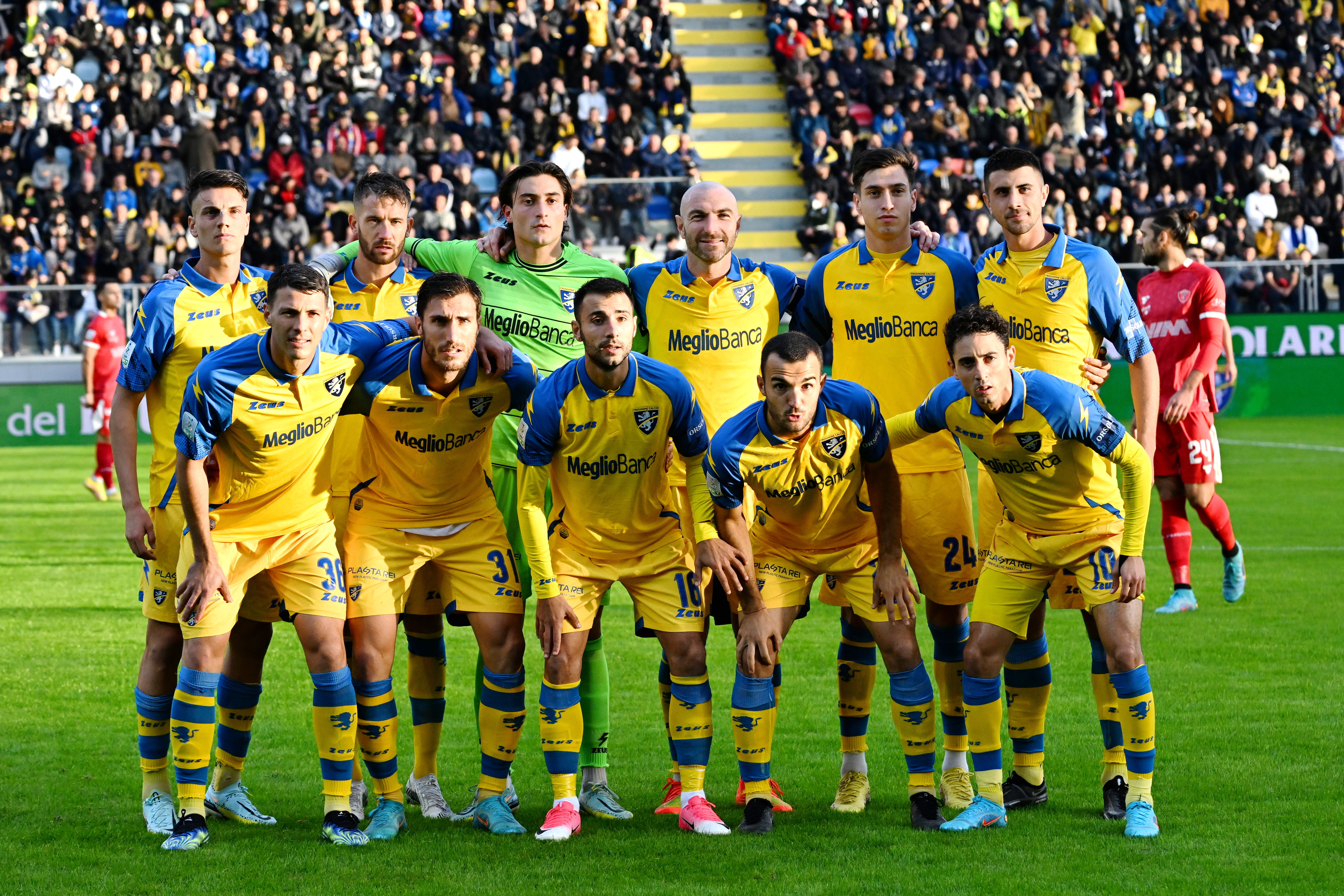
Đội Frosinone

Serie B 2022–23 (được gọi là Serie BKT vì lý do tài trợ) là mùa giải thứ 91 của Serie B kể từ khi thành lập vào năm 1929.

## Thay đổi
Các câu lạc bộ sau đã thay đổi hạng đấu kể từ mùa giải 2021–22:

### Đến Serie B
Xuống hạng từ Serie A
- Cagliari
- Genoa
- Venezia

Thăng hạng từ Serie C
- Südtirol (Bảng A)
- Modena (Bảng B)
- Bari (Bảng C)
- Palermo (Thắng play-off)

### Từ Serie B
Thăng hạng lên Serie A
- Lecce
- Cremonese
- Monza

Xuống hạng Serie C
- Vicenza
- Alessandria
- Crotone
- Pordenone

Südtirol lần đầu tiên thi đấu ở Serie B trong mùa giải này, là đội thứ 124 tham dự giải đấu vòng tròn một lượt này.

## Các đội

### Sân vận động
| Đội        | Địa điểm           | Sân vận động          | Sức chứa | Mùa 2021–22                          |
| ---------- | ------------------ | --------------------- | -------- | ------------------------------------ |
| Ascoli     | Ascoli Piceno      | Cino e Lillo Del Duca | 12.461   | thứ 6                                |
| Bari       | Bari               | San Nicola            | 58.270   | Vô địch Bảng C Serie C (thăng hạng)  |
| Benevento  | Benevento          | Ciro Vigorito         | 16.867   | thứ 7                                |
| Brescia    | Brescia            | Mario Rigamonti       | 19.500   | thứ 5                                |
| Cagliari   | Cagliari           | Unipol Domus          | 16.416   | thứ 18                               |
| Cittadella | Cittadella (Padua) | Pier Cesare Tombolato | 7.623    | thứ 11                               |
| Como       | Como               | Giuseppe Sinigaglia   | 13.602   | thứ 13                               |
| Cosenza    | Cosenza            | San Vito-Gigi Marulla | 24.209   | thứ 16                               |
| Frosinone  | Frosinone          | Benito Stirpe         | 16.227   | thứ 9                                |
| Genoa      | Genoa              | Luigi Ferraris        | 36.599   | thứ 19 Serie A (xuống hạng)          |
| Modena     | Modena             | Alberto Braglia       | 21.092   | Vô địch Bảng B Serie C (thăng hạng)  |
| Palermo    | Palermo            | Renzo Barbera         | 36.365   | Serie C, thắng play-off (thăng hạng) |
| Parma      | Parma              | Ennio Tardini         | 27.906   | thứ 12                               |
| Perugia    | Perugia            | Renato Curi           | 23.625   | thứ 8                                |
| Pisa       | Pisa               | Arena Garibaldi       | 25.000   | thứ 3                                |
| Reggina    | Reggio Calabria    | Oreste Granillo       | 27.543   | thứ 14                               |
| SPAL       | Ferrara            | Paolo Mazza           | 16.134   | thứ 15                               |
| Südtirol   | Bolzano            | Druso                 | 5.539    | Vô địch Bảng A Serie C (thăng hạng)  |
| Ternana    | Terni              | Libero Liberati       | 22.000   | thứ 10                               |
| Venezia    | Venice             | Pier Luigi Penzo      | 11.150   | thứ 20 Serie A (xuống hạng)          |

## Kết quả
| Nhà \ Khách | ASC | BAR | BEN | BRE | CAG | CIT | COM | COS | FRO | GEN | MOD | PAL | PAR | PER | PIS | REG | SPA | SUD | TER | VEN |
| ----------- | --- | --- | --- | --- | --- | --- | --- | --- | --- | --- | --- | --- | --- | --- | --- | --- | --- | --- | --- | --- |
| Ascoli      | —   | 0–1 | 0–0 | 4–3 | 2–1 | 0–0 | 3–3 | 1–1 | 0–1 | 0–0 | 1–2 | 1–2 | 1–3 | 1–0 | 2–1 | 0–1 | 1–1 | 1–0 | 2–1 | 0–1 |
| Bari        | 0–2 | —   | 2–0 | 6–2 | 1–1 | 1–1 | 2–2 | 2–1 | 0–0 | 1–2 | 4–1 | 1–1 | 4–0 | 0–2 | 0–0 | 1–0 | 2–2 | 2–2 | 0–0 | 1–0 |
| Benevento   | 1–1 | 1–1 | —   | 1–0 | 0–2 | 1–0 | 0–0 | 0–1 | 2–1 | 1–2 | 2–1 | 0–1 | 2–2 | 0–2 | 0–0 | 1–2 | 1–3 | 0–2 | 2–3 | 1–2 |
| Brescia     | 1–1 | 0–2 | 1–0 | —   | 1–1 | 1–1 | 0–1 | 2–1 | 1–3 | 0–3 | 0–1 | 1–1 | 0–2 | 2–1 | 1–1 | 0–2 | 2–0 | 2–0 | 1–0 | 1–1 |
| Cagliari    | 4–1 | 0–1 | 1–0 | 2–1 | —   | 2–1 | 2–0 | 2–0 | 0–0 | 0–0 | 1–0 | 2–1 | 1–1 | 3–2 | 1–1 | 1–1 | 2–1 | 1–1 | 2–1 | 1–4 |
| Cittadella  | 3–0 | 0–3 | 3–1 | 0–0 | 0–0 | —   | 0–0 | 1–1 | 1–0 | 0–1 | 0–0 | 3–3 | 0–1 | 0–2 | 4–3 | 3–2 | 0–0 | 0–2 | 0–2 | 1–1 |
| Como        | 1–1 | 1–1 | 2–1 | 0–1 | 1–1 | 2–0 | —   | 5–1 | 0–2 | 2–2 | 1–0 | 1–1 | 2–0 | 1–0 | 2–2 | 0–1 | 3–3 | 0–2 | 3–1 | 1–0 |
| Cosenza     | 1–3 | 0–1 | 1–1 | 1–1 | 0–1 | 1–1 | 3–1 | —   | 1–2 | 1–2 | 2–1 | 3–2 | 1–0 | 0–0 | 1–0 | 2–1 | 1–0 | 0–0 | 0–0 | 1–1 |
| Frosinone   | 2–0 | 1–0 | 1–0 | 3–0 | 2–2 | 3–0 | 2–0 | 0–1 | —   | 3–2 | 2–1 | 1–0 | 3–4 | 1–0 | 0–0 | 3–1 | 2–0 | 0–0 | 3–0 | 3–0 |
| Genoa       | 2–1 | 4–3 | 0–0 | 1–1 | 0–0 | 0–1 | 1–1 | 4–0 | 1–0 | —   | 1–0 | 2–0 | 3–3 | 2–0 | 0–0 | 1–0 | 3–0 | 2–0 | 1–0 | 1–0 |
| Modena      | 0–1 | 1–1 | 1–1 | 1–3 | 2–0 | 0–0 | 5–1 | 2–0 | 0–1 | 2–2 | —   | 0–2 | 1–1 | 1–1 | 1–0 | 1–0 | 0–0 | 2–1 | 4–1 | 2–2 |
| Palermo     | 2–3 | 1–0 | 1–1 | 2–2 | 2–1 | 0–0 | 0–0 | 0–0 | 1–1 | 1–0 | 5–2 | —   | 1–0 | 2–0 | 3–3 | 2–1 | 2–1 | 0–1 | 0–0 | 0–1 |
| Parma       | 0–1 | 2–2 | 0–1 | 2–0 | 2–1 | 3–1 | 1–0 | 1–0 | 2–1 | 2–0 | 1–2 | 2–1 | —   | 2–0 | 0–1 | 2–0 | 0–1 | 0–0 | 2–3 | 2–1 |
| Perugia     | 1–0 | 1–3 | 3–2 | 4–0 | 0–5 | 0–2 | 0–0 | 0–0 | 1–1 | 1–0 | 0–1 | 3–3 | 0–0 | —   | 1–3 | 1–3 | 0–0 | 1–2 | 3–0 | 2–1 |
| Pisa        | 2–0 | 1–2 | 2–0 | 3–0 | 0–0 | 1–2 | 2–2 | 3–1 | 1–3 | 0–1 | 4–2 | 1–1 | 0–0 | 2–1 | —   | 0–1 | 1–2 | 0–1 | 3–1 | 1–1 |
| Reggina     | 1–0 | 0–0 | 2–2 | 1–2 | 0–4 | 3–0 | 2–1 | 3–0 | 0–3 | 2–1 | 2–1 | 3–0 | 0–1 | 2–3 | 0–2 | —   | 0–1 | 4–0 | 2–1 | 1–0 |
| SPAL        | 1–1 | 3–4 | 1–2 | 2–2 | 1–0 | 2–1 | 1–1 | 5–0 | 0–2 | 0–2 | 2–3 | 1–1 | 0–1 | 1–1 | 0–1 | 1–3 | —   | 1–1 | 1–1 | 2–0 |
| Südtirol    | 2–2 | 0–1 | 1–1 | 1–0 | 2–2 | 1–1 | 1–1 | 1–1 | 1–1 | 0–0 | 0–2 | 1–1 | 1–0 | 2–1 | 2–1 | 2–1 | 2–0 | —   | 0–0 | 1–2 |
| Ternana     | 1–0 | 1–0 | 2–2 | 0–0 | 1–0 | 1–2 | 0–3 | 1–1 | 2–3 | 1–2 | 2–1 | 3–0 | 1–1 | 1–0 | 2–1 | 1–0 | 0–0 | 0–1 | —   | 1–4 |
| Venezia     | 0–1 | 1–2 | 0–2 | 1–1 | 0–0 | 1–1 | 3–2 | 2–0 | 1–3 | 1–2 | 5–0 | 3–2 | 2–2 | 3–2 | 1–1 | 1–2 | 2–1 | 0–1 | 2–1 | —   |

## Trận thăng hạng
Quy tắc:
- Vòng sơ loại: đội xếp trên thi đấu trên sân nhà. Nếu các đội hòa nhau sau thời gian thi đấu chính thức, hiệp phụ sẽ được diễn ra. Nếu điểm số vẫn bằng nhau thì đội xếp cao hơn sẽ đi tiếp;
- Bán kết: đội xếp trên được chơi trên sân nhà ở trận lượt về. Nếu các đội hòa nhau về tổng điểm, đội xếp cao hơn sẽ đi tiếp;
- Chung kết: đội xếp trên được chơi trên sân nhà ở trận lượt về. Nếu các đội hòa nhau về tổng điểm, đội có vị trí cao hơn sẽ được thăng hạng lên Serie A, trừ khi các đội kết thúc bằng điểm sau mùa giải chính thức, trong trường hợp đó, đội chiến thắng được quyết định bằng hiệp phụ và loạt sút luân lưu nếu cần thiết.

|  | Preliminary round | Preliminary round | Preliminary round |  |  | Semi-finals | Semi-finals | Semi-finals | Semi-finals | Semi-finals |   |   | Final | Final    | Final | Final | Final |  |
|  |                   |                   |                   |  |  |             |             |             |             |             |   |   |       |          |       |       |       |  |
|  |                   |                   |                   |  |  | 5           | Cagliari    | 3           | 0           | 3           |   |   |       |          |       |       |       |  |
|  | 5                 | Cagliari          | 2                 |  |  | 4           | Parma       | 2           | 0           | 2           |   |   |       |          |       |       |       |  |
|  | 8                 | Venezia           | 1                 |  |  |             |             |             |             |             |   |   | 5     | Cagliari | 1     | 1     | 2     |  |
|  |                   |                   |                   |  |  |             |             | 3           | Bari        | 1           | 0 | 1 |       |          |       |       |       |  |
|  |                   |                   |                   |  |  | 6           | Südtirol    | 1           | 0           | 1           |   |   |       |          |       |       |       |  |
|  | 6                 | Südtirol          | 1                 |  |  | 3           | Bari        | 0           | 1           | 1           |   |   |       |          |       |       |       |  |
|  | 7                 | Reggina           | 0                 |  |  |             |             |             |             |             |   |   |       |          |       |       |       |  |

### Vòng sơ khảo
| Südtirol        | 1–0      | Reggina |
| --------------- | -------- | ------- |
| - Casiraghi 89' | Chi tiết |         |

---
| Cagliari            | 2–1      | Venezia       |
| ------------------- | -------- | ------------- |
| - Lapadula 14', 18' | Chi tiết | - Pierini 52' |

### Bán kết

#### Lượt đi
| Südtirol      | 1–0      | Bari |
| ------------- | -------- | ---- |
| - Rover 90+2' | Chi tiết |      |

---
| Cagliari                                  | 3–2      | Parma                       |
| ----------------------------------------- | -------- | --------------------------- |
| - Luvumbo 68', 89' - Lapadula 85' (ph.đ.) | Chi tiết | - Benedyczak 10' - Sohm 26' |

#### Lượt về
| Bari            | 1–0      | Südtirol |
| --------------- | -------- | -------- |
| - Benedetti 70' | Chi tiết |          |

---
| Parma | 0–0      | Cagliari |
| ----- | -------- | -------- |
|       | Chi tiết |          |

### Chung kết

#### Lượt đi
| Cagliari      | 1–1      | Bari                      |
| ------------- | -------- | ------------------------- |
| - Lapadula 9' | Chi tiết | - Antenucci 90+6' (ph.đ.) |

#### Lượt về
| Bari | 0–1      | Cagliari          |
| ---- | -------- | ----------------- |
|      | Chi tiết | - Pavoletti 90+4' |

## Trận xuống hạng
Đội xếp trên được chơi trên sân nhà trong trận lượt về. Nếu các đội hòa nhau về tổng điểm, đội xếp dưới sẽ xuống hạng ở Serie C, trừ khi các đội kết thúc bằng điểm sau mùa giải chính thức, trong trường hợp đó, đội chiến thắng được quyết định bằng hiệp phụ và loạt sút luân lưu nếu cần thiết.
| Đội 1   | TTS | Đội 2   | Lượt đi | Lượt về |
| ------- | --- | ------- | ------- | ------- |
| Cosenza | 4–0 | Brescia | 1–0     | 3–0     |

### Lượt đi
| Cosenza     | 1–0      | Brescia |
| ----------- | -------- | ------- |
| - Nasti 70' | Chi tiết |         |

### Lượt về
| Brescia      | 0–3 (awd.) | Cosenza        |
| ------------ | ---------- | -------------- |
| - Bisoli 74' | Chi tiết   | - Meroni 90+5' |

## Thống kê

### Ghi bàn hàng đầu
| Hạng | Cầu thủ            | Đội        | Số bàn thắng |
| ---- | ------------------ | ---------- | ------------ |
| 1    | Gianluca Lapadula4 | Cagliari   | 25           |
| 2    | Joel Pohjanpalo    | Venezia    | 19           |
| 3    | Matteo Brunori     | Palermo    | 17           |
| 3    | Walid Cheddira     | Bari       | 17           |
| 5    | Samuele Mulattieri | Frosinone  | 12           |
| 6    | Mirko Antonucci    | Cittadella | 11           |
| 6    | Albert Guðmundsson | Genoa      | 11           |
| 6    | Franco Vázquez     | Parma      | 11           |
| 9    | Massimo Coda       | Genoa      | 10           |
| 9    | Davide Diaw        | Modena     | 10           |
| 9    | Ettore Gliozzi     | Pisa       | 10           |

Ghi chú

4 Cầu thủ ghi 4 bàn ở trận play-off.

### Hat-trick
| Cầu thủ          | Đội     | Đối thủ | Kết quả | Ngày      |
| ---------------- | ------- | ------- | ------- | --------- |
| Cedric Gondo     | Ascoli  | Palermo | 3–2 (A) | 27/8/2022 |
| Joel Pohjanpalo4 | Venezia | Modena  | 5–0 (H) | 1/5/2023  |

Ghi chú
- 4 Cầu thủ ghi 4 bàn thắng
- (H) = Home (Sân nhà)
- (A) = Away (Sân khách)

### Kiến thiết hàng đầu
| Hạng | Cầu thủ           | Đội       | Số kiến thiết |
| ---- | ----------------- | --------- | ------------- |
| 1    | Luca Tremolada    | Modena    | 12            |
| 2    | Olimpiu Moruțan   | Pisa      | 8             |
| 2    | Antonio Palumbo   | Ternana   | 8             |
| 4    | Joel Pohjanpalo   | Venezia   | 7             |
| 4    | Franco Vázquez    | Parma     | 7             |
| 6    | Daniele Casiraghi | Südtirol  | 6             |
| 6    | Massimo Coda      | Genoa     | 6             |
| 6    | Michele Collocolo | Ascoli    | 6             |
| 6    | Gabriele Moncini  | SPAL      | 6             |
| 6    | Marcus Rohdén     | Frosinone | 6             |
| 6    | Nicola Valente    | Palermo   | 6             |

### Giữ sạch lưới
| Hạng | Cầu thủ           | Đội        | Số trận sạch lưới | Vòng đấu                                                |
| ---- | ----------------- | ---------- | ----------------- | ------------------------------------------------------- |
| 1    | Stefano Turati    | Frosinone  | 20                | 1–2, 4, 6, 8, 10, 12–13, 16–17, 19, 22–24, 27–29, 32–34 |
| 2    | Josep Martínez    | Genoa      | 17                | 2–3, 6–8, 20, 22, 24, 26–31, 33–35                      |
| 2    | Giacomo Poluzzi2  | Südtirol   | 17                | 5, 7, 10, 17–18, 20–21, 23, 25, 27, 29–30, 34–36        |
| 4    | Boris Radunović2  | Cagliari   | 16                | 4–5, 8, 19–21, 24, 26–27, 30, 32–33, 36, 38             |
| 5    | Elia Caprile1     | Bari       | 15                | 5–6, 11, 15–16, 18, 20, 26–29, 31–32, 37                |
| 6    | Antony Iannarilli | Ternana    | 13                | 2, 6–8, 11–13, 16–17, 20, 23, 27, 30                    |
| 7    | Stefano Gori      | Perugia    | 11                | 2, 5, 14–16, 19, 22–23, 25, 27, 30                      |
| 7    | Elhan Kastrati    | Cittadella | 11                | 4–5, 9–12, 15, 21, 23, 27, 31                           |
| 9    | Enrico Alfonso    | SPAL       | 10                | 3, 5, 9–10, 12, 16, 18, 20, 26, 34                      |
| 9    | Simone Colombi    | Reggina    | 10                | 3–6, 8, 15, 17–19, 32                                   |
| 9    | Riccardo Gagno    | Modena     | 10                | 7, 12, 19, 21, 23–24, 29, 31–32, 34                     |
| 9    | Mirko Pigliacelli | Palermo    | 10                | 1, 5, 10–12, 15–16, 21, 27, 32                          |

Ghi chú

1cầu thủ giữ sạch lưới 1 trận ở vòng play-off.

2cầu thủ giữ sạch lưới 2 trận ở vòng play-off.